# Glavni podčastnik Slovenske vojske
Glavni podčastnik Slovenske vojske je vodja Podčastniškega zbora Slovenske vojske in ključni svetovalec načelnika Generalštaba Slovenske vojske za zadeve vojakov in podčastnikov. Deluje v okviru vodstva Generalštaba Slovenske vojske.
Glavni podčastnik SV (v nadaljevanju GPČ SV) je tako po činu kot položaju najvišji podčastnik v SV. Njegovo osnovno poslanstvo je, da v duhu in skladno z zahtevami načelnika GŠSV (v nadaljevanju NGŠSV) učinkovito vodi oziroma usmerja delovanje podčastniškega  zbora SV. NGŠSV svetuje uporabo določenih postopkov ter mu daje praktične predloge na področjih, ki so v tesni povezavi z osebnim počutjem podčastnikov in vojakov, usposabljanju in urjenju, psihofizični zagotovitvi, dviganjem morale, razvijanjem zadovoljstva pri delu, poklcinim razvojem in kadrovsko projekcijo oziroma uporabo podčastnikov in vojakov v oboroženih silah. GPČ SV ima neposreden dostop do NGŠSV in je integralni član vodstva GŠSV.
V skladu z usmeritvami NGŠSV, GPČ SV pripravlja, predlaga in vzpodbuja uveljavljanje pravil vojaškega vedenja in standarde usposabljanja ter urjenja, urejenosti, spoštovanja discipline, kodeksa vojaške etike, ukazov ter ostalih predpisov. GPČ SV prenaša usmeritve, praviloma ustno, preko enotovnih oziroma glavnih podčastnikov v podčastniški podporni liniji (PPL).
GPČ SV je po PPL v tesni povezavi z enotovnimi/glavnimi podčastniki do dveh ravni nižje, preko katerih pridobiva informacije o stanju v enotah, jim prenaša svoje izkušnje, svetuje, usmerja, uči in usposablja. O tem na ustrezen način poroča NGŠSV. Sodeluje pri izdelavi in prenovi normativnih aktov in aktov načrtovanj, ki vplivajo na delo in status vojakov in podčastnikov ter sodeluje pri razvoju VIU za vojake in podčastnike. Udeležuje se kolegijev NGŠ, poveljniških in štabnih konferenc, kadrovskega kolegija NGŠ, obravnav in analiz, poročanj, obiskov in nadzorov ter konferenc, še posebno če je vsebina le teh neposredno povezana s statusom vojakov in podčastnikov oziroma s področjem odgovornosti PČ zbora: disciplina, morala, karierni razvoj, usposabljanja in izobraževanja vojakov in podčastnikov, kadrovski postopki, individualne veščine, standardi vojaškega obnašanja, ipd.
Dolžnost je skladna s smernicami in standardi Nata, kjer se imenuje Command Senior Enlisted Leader (CSEL). V strukturo Slovenske vojske je bila navedena dolžnost prvič uvedena julija leta 2009. Prvi Glavni podčastnik v zgodovini SV je višji štabni praporščak Igor Tomašič, ki je navedeno dolžnost uspešno opravljal do konca leta 2018. Trenutni Glavni podčastnik SV je višji štabni praporščak Robert Rotar.

## Glavni podčastniki SV
- praporščak Habič Primož (glavni PČ GŠSV, 2003/4)
- višji štabni praporščak Igor Tomašič (1. julij 2009 - 21. december 2018)
- višji štabni praporščak Danijel Kovač (22. december 2018 - 14. marec 2025)
- višji štabni praporščak Robert Rotar (15. marec 2025 - danes)